# Beijing Challenger 1995
Il Beijing Challenger 1995 è stato un torneo di tennis facente parte della categoria ATP Challenger Series nell'ambito dell'ATP Challenger Series 1995. Il torneo si è giocato a Pechino in Cina dal 6 al 12 novembre 1995 su campi in cemento.

## Vincitori

### Singolare
Dinu Pescariu ha battuto in finale  João Cunha e Silva con il punteggio di 3–6, 6–2, 6–3

### Doppio
Ivan Baron /  João Cunha e Silva hanno battuto in finale  Laurence Tieleman /  Martin Zumpft con il punteggio di 6–4, 6–4